# Halenia asclepiadea
Halenia asclepiadea là một loài thực vật có hoa trong họ Long đởm. Loài này được (Kunth) G. Don mô tả khoa học đầu tiên năm 1838.